# Parc d'État de Goose Creek
Le parc d'État de Goose Creek est un parc d'État de Caroline du Nord situé dans le comté de Beaufort aux États-Unis. Il est situé près de la ville de Washington et couvre 5,37 km2 (1327 acres) jusqu'à la baie de Pamlico, dans la plaine côtière de Caroline du Nord. Le parc est le refuge d'une grande variété de faune et de flore dans les vastes marais d'eau salée, des criques et des ruisseaux sur la partie occidentale de la baie. Le parc d'État de Goose Creek est ouvert toute l'année pour les loisirs à l'est de Washington, à 3 km (2 miles) au sud de la route 264 sur Camp Leach Road.

## Histoire
La terre à l'intérieur et autour du parc a longtemps fourni une abondance de ressources naturelles pour les personnes qui y vivaient. Les premiers habitants connus étaient membres de la Secota et de Pamlico, deux tribus des forêts de l'est. Ils furent victimes de grandes épidémies apportées par les colons venus d'Europe lors du XVIIe siècle. La plupart des amérindiens qui ne succombèrent pas aux maladies furent tués ou chassés durant la guerre de Tuscarora (1711-1715). Goose Creek et la baie de Pamlico fournissaient aussi des refuges aux pirates comme Barbe Noire ou Stede Bonnet.
Depuis la fin de la période pirate, la zone à l'intérieur et autour du parc d'État de Goose Creek  a été utilisé pour la production de bois de construction, la pêche commerciale et de l'agriculture à petite échelle. Les entreprises de bois, comme la Eureka Lumber Company et ensuite la Weyerhauser Corporation, ont acheté de vastes étendues de terre le long des ruisseaux et ont abattu de vastes  parties de la forêt primaire de cyprès chauves et de pins des marais. Beaucoup de cette terre, qui fait aujourd'hui partie du parc, reçut une coupe claire. Des traces importantes de l'industrie du bois restent présentes dans le parc. Les visiteurs peuvent encore voir les piliers restants des docks de chargement, ainsi que des rails traversant le parc.
Après que les sociétés de bois aient éclairci les forêts et laissé la terre, les citoyens du comté de Beaufort ont cherché à récupérer cette terre le long de Goose Creek et de la mettre sous la protection de la loi de Caroline du Nord. À ce moment l'État cherchait des terres le long de la rivière Pamlico sur lesquelles construire un parc. Il a été rapidement décidé que Goose Creek serait un cadre idéal pour un parc d'État. L'État achètera 4,88 km2 (1208 acres) de terres, au prix de 1.115.000 dollars à la société Weyerhauser pour la création du parc qui ouvrira au public en septembre 1974.

## Écologie
Le parc d'État de Goose Creek contient de nombreuses espèces de plantes et d'animaux qui prospèrent dans les habitats divers du parc. Les cyperaceaes, les cladiums et des joncs de type juncus roemerianus peuvent être trouvés dans les marais saumâtres près de la rivière Pamlico. Ces grandes herbes fournissent la couverture et des niches pour les nombreux échassiers du parc. On y trouve notamment le roitelet (troglodyte) des marais, des rallidés, des hérons et des aigrettes.
Les marais sont plantés de cyprès chauves, de pins taeda et de genévriers de Virginie. Beaucoup d'arbres sont couverts de mousse espagnole. Les marais sont peuplés de chouettes rayées, de grenouilles, de tortues, de serpents, de visons d'Amérique, de rats musqués et de ratons laveurs. Il y a aussi de plus grands animaux comme le cerf de Virginie, le lynx roux, l'ours noir et le renard gris.
Les eaux de Goose Creek et de la rivière Pamlico sont visités par une grande variété d'oiseaux migrateurs comme le cygne siffleur, la bernache du Canada, le garrot albéole, le canard colvert et le canard branchu.